# Nathalie Cortez
Nathalie Cortez - también conocida como Nattalie Cortez - (n. 7 de julio de 1965) es una actriz venezolana.
Nathalie es más conocida por interpretar a "Jessica López", la madre biológica de La Chiqui (Norkys Batista) en Mi gorda bella, y popularizó la frase "Qué bello es todo".
Actualmente se encuentra grabando la nueva producción dramática de Venevisión De todas maneras Rosa, donde interpreta a "Sofía Vallejo", donde repite rol de madre e hija con Norkys que será la villana principal de la historia.

## Filmografía
- Mi gorda bella (2002/RCTV)... Jessica López "JLo" (La Pomposa)
- Ser bonita no basta (2005/RCTV)... Etelvina Martínez
- Amor a palos (2005/RCTV)
- Chao Cristina (2006/RCTV)... María Acevedo
- Los misterios del amor (2009/Venevisión)... Alicia Naranjo
- De todas maneras Rosa (2013/Venevisión)... Sofía Vallejo

### Series
- Escándalos (2015/Televen)... Valeria de Castillo